# Kazuno
Kazuno (鹿角市, Kazuno-shi) är en japansk stad i Akita prefektur på den norra delen av ön Honshu. Kazuno fick stadsrättigheter 1 april 1972. Staden är känd som sportort.